# Lithothamnion tusterense
Lithothamnion tusterense Foslie, 1905 é o nome botânico de uma espécie de algas vermelhas pluricelulares do gênero Lithothamnion, subfamília Melobesioideae.
- São algas marinhas encontradas na Escandinávia.

## Sinonímia
- Não apresenta sinônimos.